# Stalachtis trailii
Stalachtis trailii är en fjärilsart som beskrevs av Butler 1877. Stalachtis trailii ingår i släktet Stalachtis och familjen juvelvingar. Inga underarter finns listade i Catalogue of Life.